# Ulrich Herrmann (Pädagoge, 1939)
Ulrich Herrmann (* 7. November 1939 in Velbert) ist ein deutscher Pädagoge, Historiker sowie emeritierter Professor für Pädagogik. Er lebt und arbeitet in Tübingen.

## Leben
Ulrich Herrmann legte 1959 sein Abitur ab, gefolgt vom Wehrdienst. Zwischen 1960 und 1968 studierte er an der Ruprecht-Karls-Universität Heidelberg und an der Universität zu Köln Germanistik, Geschichtswissenschaft, Pädagogik und Philosophie. 1968 promovierte er an der Universität zu Köln über die Pädagogik-Theorie Wilhelm Diltheys.
1968/69 arbeitete Herrmann als Referent im Sekretariat der Studienstiftung des deutschen Volkes. 1969/70 war er persönlicher Referent des Rektors der Eberhard Karls Universität Tübingen. Von 1970 bis 1975 war er Assistent und Akademischer Rat im Fachgebiet Allgemeine Pädagogik bei Andreas Flitner am Pädagogischen Seminar der Universität Tübingen. 1975 habilitierte er sich im Fach Erziehungswissenschaft.

## Leistungen
1976 wurde Herrmann zum Professor für Allgemeine und Historische Pädagogik an der Universität Tübingen ernannt. 1993 folgte die Berufung an die Universität Ulm als Leiter des dortigen Seminars für Pädagogik. Seit 1990 erfüllt Herrmann Lehraufträge an den Universitäten Bern und Zürich. 1991/92 war er Mitglied im Gründungssenat und 1993 Honorarprofessor an der Universität Potsdam.
1975 wurde Ulrich Herrmann Mitherausgeber der Zeitschrift für Pädagogik. Von 2005 bis 2020 war er Mitglied der Redaktion der Zeitschrift Lehren und Lernen (Neckar Verlag Villingen). 2004 wurde er emeritiert.

## Monografien
- Die Pädagogik Wilhelm Diltheys. Göttingen 1971.
- Historische Bildungsforschung und Sozialgeschichte der Bildung. Weinheim 1991.
- Aufklärung und Erziehung. Weinheim 1993.
- Wie lernen Lehrer ihren Beruf? Weinheim/Basel 2002.
- Schulen zukunftsfähig machen. Bad Heilbrunn 2010.
- Vom HJ-Führer zur Weißen Rose. Hans Scholl vor dem Stuttgarter Sondergericht 1937/38. Weinheim/Basel 2012.
- Wilhelm Flitner 1889–1990. Pädagoge un Bildungstheoretiker, Goethe-Forscher und Kulturphilosoph. Bad Heilbrunn 2021.
- Universitätspädagogik als Pragmatische Pädagogik. „eine Wissenschaft für die Praxis“ – Wirken und Werk des Tübinger Pädagogen Andreas Flitner (1922–2016) in zeitgeschichtlichen pädagogischen Kontexten. Bad Heilbrunn 2024.

## Herausgebertätigkeit
Wilhelm Dilthey
- Wilhelm Dilthey: Gesammelte Schriften, Bd. XV: Portraits und biographische Skizzen – Quellenstudien und Literaturberichte zur Theologie und Philosophie im 19. Jahrhundert. Göttingen 1970.
- (mit Hans-Hermann Groothoff): Wilhelm Dilthey: Ausgewählte Schriften zur Pädagogik und ihrer Begründung. Paderborn 1972.
- Wilhelm Dilthey: Gesammelte Schriften, Bd. XVI: Aufsätze und Rezensionen aus Zeitungen und Zeitschriften 1859–1874. Göttingen 1972.
- Wilhelm Dilthey: Gesammelte Schriften, Bd. XVII: Literaturberichte und Rezensionen aus „Westermanns Monatsheften“ 1867–1884. Göttingen 1974.

Wilhelm Flitner
- Wilhelm Flitner: Die Pädagogische Bewegung. Beiträge – Berichte – Rückblicke. (= Gesammelte Schriften, Bd. 4.) Paderborn 1987.
- Wilhelm Flitner: Theoretische Schriften. Abhandlungen zu normativen Aspekten und theoretischen Begründungen der Pädagogik. (= Gesammelte Schriften, Bd. 3.) Paderborn 1989.
- (mit Hans Scheuerl): Wilhelm Flitner: Gymnasium und Universität. (= Gesammelte Schriften, Bd. 10). Paderborn 1997.
- (mit Andreas Flitner: Wilhelm Flitner: Goethe-Studien – Humanismus-Studien. (= Gesammelte Werke, Bd. 8) Paderborn 2002.
- Wilhelm Flitner: Nachlese. Biographisches – Erwachsenenbildung und VHS – Pädagogische Positionen und Impulse – Würdigungen – Nachkriegszeit – Philosophische Reflexionen und Kulturphilosophie. (= Gesammelte Schriften, Bd. 12, in 2 Teilbänden) Paderborn 2012.

Siegfried Bernfeld
Siegfried Bernfeld: Sämtliche Werke.
- Bd. 1: Theorie des Jugendalters. Weinheim/Basel 1992.
- Bd. 2: Jugendbewegung und Jugendforschung. Schriften 1909–1930. Weinheim/Basel 1994.
- Bd. 11: Sozialpädagogik, Schriften 1921–1933. Weinheim/Basel 1996.

Neubeginn einer Werk-Ausgabe von Siegfried Bernfeld im Psychosozial-Verlag Gießen:
- Bd. 1: Theorie des Jugendalters. (Reprint von 1992) Gießen 2010.
- Bd. 2: Jugendbewegung – Jugendforschung. (Reprint von 1994) Gießen 2011.
- Bd. 3: Zionismus und Jugendkultur. Hrsg. zus. mit Werner Fölling und Maria Fölling-Albers. Gießen 2011.
- Bd. 4: Sozialpädagogik. Hrsg. von Daniel Barth und Ulrich Herrmann. Gießen 2012
- Bd. 5: Theorie und Praxis der Erziehung / Pädagogik und Psychoanalyse. Hrsg. zus. mit Wilfried Datler und Rolf Göppel. Gießen 2013.
- Bd. 6: Vom dichterischen Schaffen der Jugend. Gießen 2014.
- Bd. 7: Trieb und Tradition im Jugendalter. Gießen 2014.
- Bd. 8: Sozialistische Pädagogik und Schulkritik. Gießen 2016.
- Bd. 9: Psychologie des Säuglings und der frühen Kindheit. Hrsg. von Wilfried Datler, Rolf Göppel und Ulrich Herrmann. Gießen 2017.

Bd. 10: Psychoanalyse – Psychologie – Sozialpsychologie. Studien und Diskussionsbeiträge zu ihrer Theorie und Methodologie 1913–1941. Hrsg. zus. mit Gerhard Benetka. Gießen 2020
Bd. 11: Psychoanalytische Studien zur Psychophysiologie. Hrsg. von Ulrich Herrmann. Gießen 2022.
- Bd. 12: Studien zu Leben und Werk von Sigmund Freud. Hrsg. von Christfried Tögel unter Mitarb. v. Ulrich Herrmann. Gießen 2018.

Andere (Auswahl)
- (mit Hans-Hermann Groothoff): August Hermann Niemeyer: Grundsätze der Erziehung und des Unterrichts. Unveränderter Nachdruck der 1. Aufl. Halle 1796. Paderborn 1971.
- Hans-H. Gerth: Bürgerliche Intelligenz um 1800. Zur Soziologie des deutschen Frühliberalismus. (Dissertation Frankfurt/M. 1935.) Göttingen 1976.
- Ernst Christian Trapp: Versuch einer Pädagogik. Unveränderter Nachdruck der 1. Ausgabe Berlin 1780. Paderborn 1977.
- (mit Hans Erich Bödeker): Aufklärung als Politisierung – Politisierung der Aufklärung. (= Studien zum 18. Jahrhundert, Bd. 8.) Hamburg 1987.
- „Neue Erziehung“ – „Neue Menschen“. Ansätze zur Erziehungs- und Bildungsreform in Deutschland zwischen Kaiserreich und Diktatur. Weinheim/Basel 1987.
- (mit Hans Erich Bödeker): Über den Prozeß der Aufklärung in Deutschland im 18. Jahrhundert. Personen, Institutionen und Medien. (= Veröffentlichungen des Max-Planck-Instituts für Geschichte, Bd. 85.) Göttingen 1987.
- Ellen Key: Das Jahrhundert des Kindes (1902). Weinheim/Basel 1992.
- Reinhard Buchwald: Miterlebte Geschichte. Lebenserinnerungen 1884–1930. (= Studien und Dokumentationen zur deutschen Bildungsgeschichte, Bd. 44.) Köln/Weimar/Wien 1992.
- Protestierende Jugend. Jugendopposition und politischer Protest in der deutschen Nachkriegsgeschichte. (= Materialien zur Historischen Jugendforschung. Hrsg. von Ulrich Herrmann) Weinheim/München 2002.
- Naturwissenschaften – Gymnasium – Universität. (= Reden und Aufsätze der Universität Ulm, H. 10) Ulm 2002.
- (zus. mit Heinrich Eppe) Sozialistische Jugend im 20. Jahrhundert. Studien zur Entwicklung und politische Praxis der Arbeiterjugendbewegung in Deutschland. Weinheim/München 2008.
- Neurodidaktik. Grundlagen und Vorschläge für gehirngerechtes Lehren und Lernen. Weinheim/Basel 2006, 2. Aufl. 2009, 3. umgearb. Aufl. 2020.
- „Mit uns zieht die neue Zeit“. Der Wandervogel in der deutschen Jugendbewegung. Weinheim/München 2006.
- Gustav Wyneken: Freie Schulgemeinde Wickersdorf. Kleine Schriften. Jena 2006.
- In der Pädagogik etwas bewegen. Impulse für Bildungspolitik und Schulentwicklung. Festgabe für Peter E. Kalb zum 65. Geburtstag. Weinheim/Basel 2007.
- Paul Geheeb: Die Odenwaldschule 1909–1934. Texte von Paul Geheeb, Berichte von Mitarbeitern und Schülern. Jena 2010.
- (zus. mit Rolf-Dieter Müller) Junge Soldaten im Zweiten Weltkrieg. Kriegserfahrungen als Lebenserfahrungen. Weinheim/München 2010.
- (zus. mit Meike Sophia Baader) 68 – Engagierte Jugend und Kritische Pädagogik. Impulse und Folgen eines kulturellen Umbruchs in der Geschichte der Bundesrepublik. Weinheim/München 2011.
- (zus. mit Steffen Schlüter) Reformpädagogik – eine kritisch-konstruktive Vergegenwärtigung. Bad Heilbrunn 2012.
- Pädagogische Beziehungen. Grundlagen – Praxisformen – Wirkungen. Weinheim/Basel 2019.
- Lernlabor Schule. Der Perspektivwechsel vom Unterrichten zum Lernen. Weinheim/Basel 2022.